# Dhia Cristiani
Pour les articles homonymes, voir Christiani.
Dhia Cristiani, née le 27 juin 1921 à Dovadola dans la région de l'Émilie-Romagne et morte le 16 juillet 1977 à Rome dans la région du Latium, est une actrice italienne. Elle est principalement reconnue comme doublure cinématographique en Italie et connue pour son rôle d'Anita dans le film Les Amants diaboliques de Luchino Visconti.

## Biographie
Diplômée du Centro Sperimentale di Cinematografia de Rome en 1938, elle débute par le théâtre et obtient en parallèle de nombreux seconds rôles au cinéma. Elle joue notamment à plusieurs reprises pour le prolifique Mario Camerini et évolue également sous la caméra de Camillo Mastrocinque, Gianni Franciolini ou Luigi Chiarini. Au milieu de ces nombreuses apparitions, elle reste connue pour son rôle d'Anita, la jeune prostitué dont s'entiche Gino Costa (Massimo Girotti) dans Les Amants diaboliques de Luchino Visconti, le premier film du courant néo-réaliste italien.
À la fin de la Seconde Guerre mondiale, elle reprend sa carrière théâtrale, jouant notamment L'étrange intermède d'Eugene O'Neill et Les Mal-aimés de François Mauriac au cours de la saison 1945-1946. Elle abandonne alors sa carrière d'actrice pour le cinéma et se consacre entièrement au doublage.
Elle a ainsi doublée en langue italienne de nombreuses actrices étrangères comme Anne Baxter, Olivia de Havilland, Cyd Charisse, Rhonda Fleming, Esther Williams, Joanne Dru, Jean Simmons, Jane Wyman, Dorothy McGuire, Donna Reed, Linda Darnell, Arlene Dahl, Ava Gardner, Betty Grable, Virginia Mayo, Grace Kelly, Deborah Kerr, Julie Adams, Ingrid Bergman, Joan Collins, Jeanne Crain, Dana Wynter, Eleanor Parker, Ann Sheridan, Kim Novak, Mary Astor, Micheline Presle, Julie London, Myrna Loy, Angela Lansbury, Paulette Goddard, Yvonne De Carlo ou Dorothy Malone, ou italiennes, comme Gina Lollobrigida, Yvonne Sanson, Antonella Lualdi ou Silvana Pampanini.

## Filmographie

### Au cinéma
- 1938 : Ettore Fieramosca d'Alessandro Blasetti
- 1938 : Terra di nessuno de Mario Baffico
- 1939 : Due milioni per un sorriso de Carlo Borghesio et Mario Soldati
- 1939 : Les Grands Magasins (Grandi magazzini) de Mario Camerini
- 1940 : Centomila dollari de Mario Camerini
- 1940 : Une aventure romantique (Una romantica avventura) de Mario Camerini
- 1942 : Oui madame (Sissignora) de Ferdinando Maria Poggioli
- 1942 : Phares dans le brouillard (Fari nella nebbia) de Gianni Franciolini
- 1942 : L'Ombre du passé (Una Storia d'amore) de Mario Camerini
- 1942 : Via delle Cinque Lune de Luigi Chiarini
- 1943 : Les Amants diaboliques (Ossessione) de Luchino Visconti
- 1943 : Dernier amour (Addio, amore!) de Gianni Franciolini
- 1943 : La statua vivente de Camillo Mastrocinque
- 1943 : Sempre più difficile de Renato Angiolillo et Piero Ballerini
- 1944 : Zazà de Renato Castellani
- 1954 : L'Hôtel du rendez-vous (Tua per la vita) de Sergio Grieco

## Sources
- (it) Cet article est partiellement ou en totalité issu de l’article de Wikipédia en italien intitulé « Dhia Cristiani » (voir la liste des auteurs).